# Cherubin (Đermanović)
Cherubin, imię świeckie Vitomir Đermanović (ur. 30 lipca 1987 w Vukovarze) – serbski biskup prawosławny.

## Życiorys
Ukończył seminarium duchowne przy monasterze Krka. Następnie w 2006 r. podjął studia na wydziale teologii prawosławnej Uniwersytetu Belgradzkiego, ukończył je w 2011 r. Równolegle studiował filologię serbską na wydziale filologicznym. Jako student, w 2009 r., złożył wieczyste śluby mnisze w monasterze Krka, na ręce biskupa dalmackiego Focjusza, przyjmując imię zakonne Cherubin na cześć świętego mnicha Cherubina, pierwszego przełożonego monasteru Krka. 21 listopada 2009 r. został wyświęcony na hierodiakona, zaś rok później – na hieromnicha. Od 2010 r. był wykładowcą seminarium, które sam ukończył, a także objął obowiązki kierownika seminaryjnego internatu, głównego wychowawcy, spowiednika i bibliotekarza.
W 2013 r. przeszedł do nowo utworzonego monasteru św. Niedzieli w Oćestovie, gdzie kierował nowo powstającą wspólnotą i odbudową budynków monasterskich. Cztery lata później został przełożonym monasteru Zaśnięcia Matki Bożej w Daljskoj Planinie (eparchia osjeczkopolska i barańska). 9 maja 2018 r. został nominowany na ordynariusza eparchii osjeczkopolskiej i barańskiej. W związku z tą nominacją 27 maja 2018 r. został podniesiony do godności archimandryty. Jego chirotonia biskupia miała miejsce 10 czerwca 2018 r. w soborze św. Dymitra w Dalju pod przewodnictwem patriarchy serbskiego Ireneusza.